# 옌장구

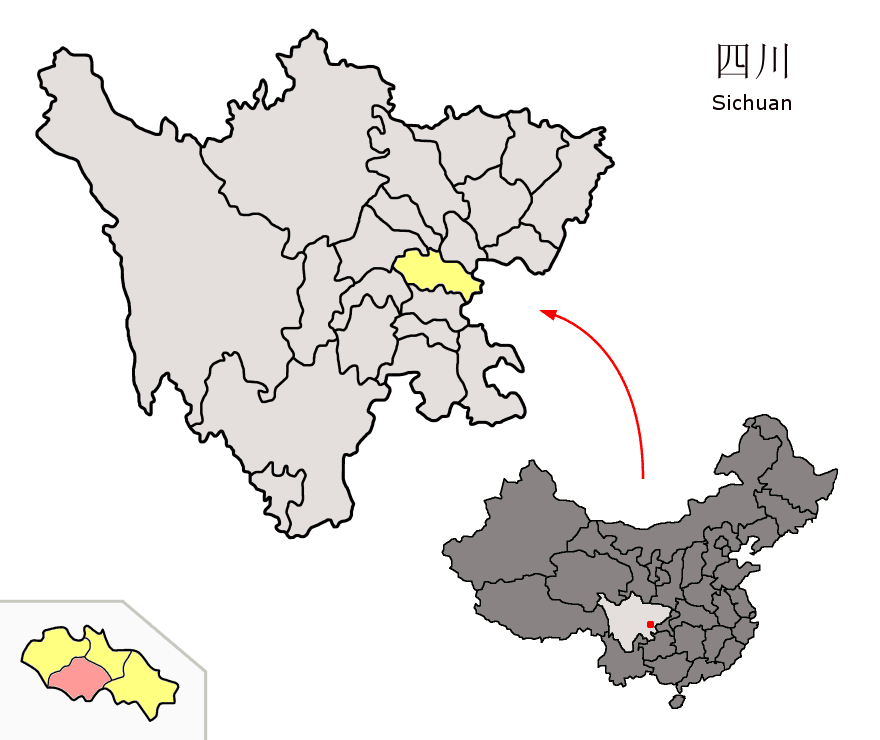
옌장구의 위치

옌장구(한국어: 안강구, 중국어: 雁江区, 병음: Yànjiāng Qū)는 중화인민공화국 쓰촨성 쯔양시의 현급 행정구역이다. 넓이는 1633km2이고, 인구는 2007년 기준으로 1,070,000명이다.
| 옌장구 안웨현 러즈현 |

## 기후
연평균 기온은 17.3°C이고 연평균 강수량은 957mm이다.

## 행정 구역
4개 가도, 19개 진, 3개 향을 관할한다.
- 가도: 莲花街道, 三贤祠街道, 资溪街道, 狮子山街道.
- 진: 雁江镇, 松涛镇, 宝台镇, 临江镇, 保和镇, 老君镇, 中和镇, 丹山镇, 小院镇, 堪嘉镇, 伍隍镇, 石岭镇, 东峰镇, 南津镇, 忠义镇, 碑记镇, 丰裕镇, 迎接镇, 祥符镇.
- 향: 新场乡, 回龙乡, 清水乡.